# 備中高松駅
備中高松駅（びっちゅうたかまつえき）は、岡山県岡山市北区高松にある、西日本旅客鉄道（JR西日本）吉備線（桃太郎線）の駅である。駅番号はJR-U06。

## 概要
駅名の由来は地元にある城名である。
最上稲荷への初詣参拝客の輸送対策として、12月31日・1月1日は当駅止まりの臨時列車が運行される。なお中国鉄道時代の1911年（明治44年）から1944年（昭和19年）まで、ここから最上稲荷門前の稲荷山駅へ至る稲荷山線（2.4km）が分岐していた。
朝ラッシュ時間帯には当駅で岡山方面に折返す列車も設定されている。

## 歴史
- 1904年（明治37年）11月15日：中国鉄道吉備線開通時に稲荷駅（いなりえき）として開設[1]。
- 1911年（明治44年）5月1日：中国鉄道稲荷山線開通、接続駅となる[1]。
- 1930年（昭和4年）11月16日：陸軍特別大演習（長良野外統監部）に向かう昭和天皇乗車のお召し列車が、岡山駅-稲荷駅間で往復運転[2]。
- 1931年（昭和6年）2月9日：備中高松駅（びっちゅうたかまつえき）に改称[1]。
- 1944年（昭和19年）
  - 1月10日：中国鉄道稲荷山線休止[1]。
  - 6月1日：中国鉄道鉄道部門が国有化、国鉄吉備線の駅となる[1]。同時に稲荷山線が正式に廃止[1]。
- 1970年（昭和45年）2月1日：貨物取扱廃止[1]。
- 1984年（昭和59年）2月1日：荷物扱い廃止[1]。
- 1987年（昭和62年）4月1日：国鉄分割民営化に伴い、JR西日本の駅となる[1]。
- 2007年（平成19年）9月1日：ICカード「ICOCA」の利用が可能となる。
- 2021年（令和3年）
  - 5月31日：この日限りでみどりの窓口営業終了[3][4]。無人化に伴い、駅スタンプの設置を終了。
  - 6月1日：この日より終日無人駅化[3][5]。

## 駅構造
相対式ホーム2面2線を有する列車交換可能な地上駅。コンクリート1階建ての駅舎を備え、両ホームは跨線橋で連絡している。駅舎側が2番のりば、反対側が1番のりばとなっている。
無人駅。以前は業務委託駅で、みどりの窓口が設置されていた。ICOCA利用可能駅であり、ICOCAの相互利用対象であるPiTaPa（スルッとKANSAI協議会）も利用可能。

### のりば
| のりば | 路線     | 方向 | 行先     | 備考                   |
| ------ | -------- | ---- | -------- | ---------------------- |
| 1      | 桃太郎線 | 上り | 岡山行き | 原則としてこのホーム   |
| 2      | 桃太郎線 | 上り | 岡山行き | 岡山行きは当駅始発のみ |
| 2      | 桃太郎線 | 下り | 総社行き |                        |

- 上記の路線名は旅客案内上の呼称（愛称）で記載している。
- 上記の方面表記は駅掲示時刻表の表記に合わせたが、岡山・ 総社各方面とも全列車が同駅までの運転でかつそれ以遠の他線区乗り入れも行っていないので岡山行、総社行と表記する。

## 駅周辺

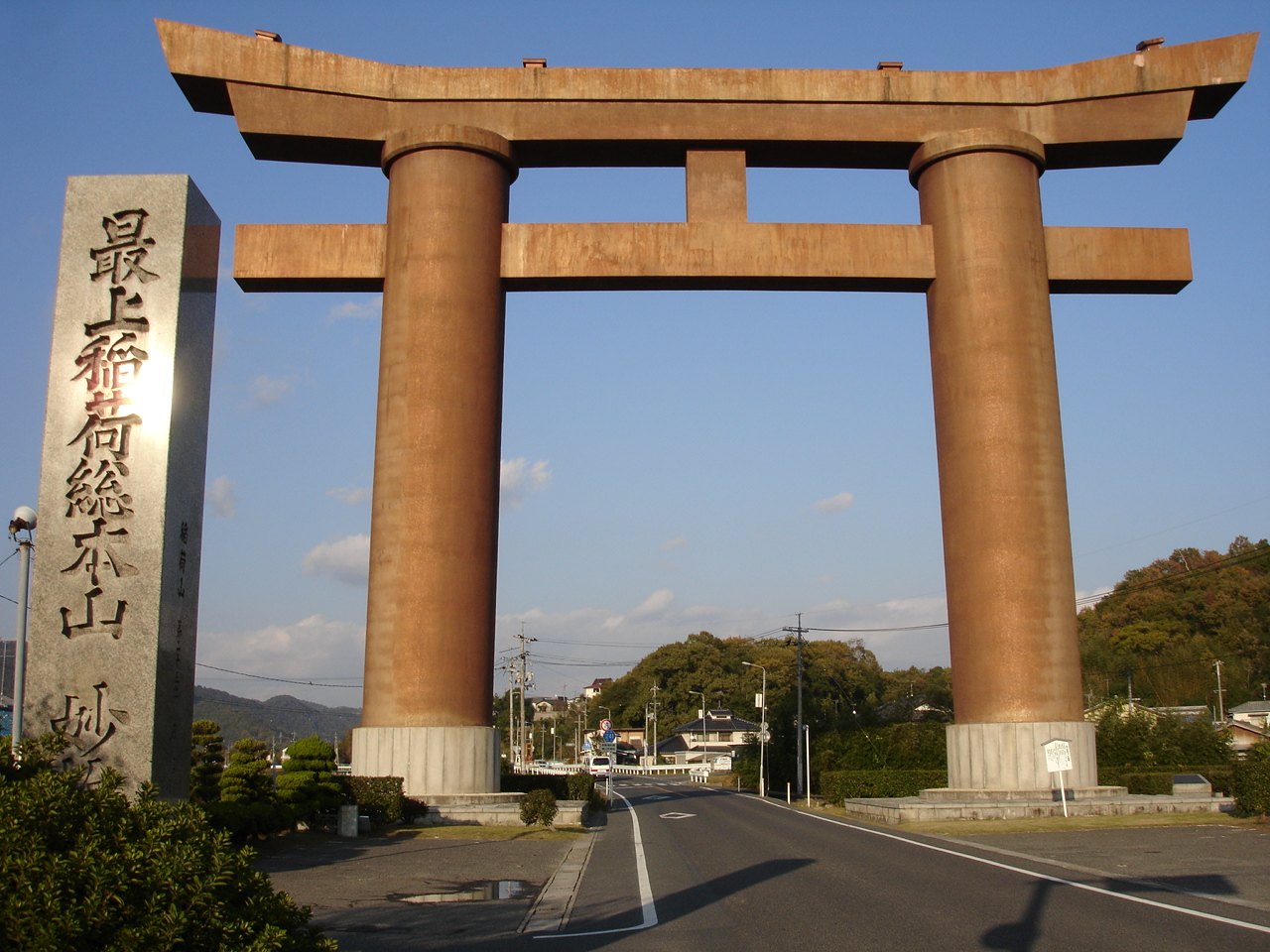
最上稲荷の大鳥居

## 利用状況
近年の1日平均乗車人員の推移は以下の通り。
| 乗車人員推移 | 乗車人員推移 |
| 年度         | 1日平均人数  |
| ------------ | ------------ |
| 1999         | 1,238        |
| 2000         | 1,212        |
| 2001         | 1,213        |
| 2002         | 1,184        |
| 2003         | 1,268        |
| 2004         | 1,262        |
| 2005         | 1,271        |
| 2006         | 1,217        |
| 2007         | 1,202        |
| 2008         | 1,243        |
| 2009         | 1,210        |
| 2010         | 1,245        |
| 2011         | 1,275        |
| 2012         | 1,329        |
| 2013         | 1,327        |
| 2014         | 1,291        |
| 2015         | 1,323        |
| 2016         | 1,312        |
| 2017         | 1,286        |
| 2018         | 1,292        |
| 2019         | 1,297        |
| 2020         | 1,121        |
| 2021         | 1,083        |

## その他
- ICOCAの使用履歴について、当駅は「備高松」と表記されている。
- 岡山市内では単に「高松」と言った場合、香川県高松市ではなく当駅周辺の地域を指すことがあり、岡山駅では香川県の高松行きの列車を「四国高松行き」と案内することで当駅との混同を避けている。

## 隣の駅
西日本旅客鉄道（JR西日本）
 桃太郎線（吉備線）
吉備津駅 (JR-U05) - 備中高松駅 (JR-U06) - 足守駅 (JR-U07)

### かつて存在した路線
中国鉄道
稲荷山線
備中高松駅 - 稲荷山駅
- 開通当初の1年間は途中停留場として平山停留場があった。